# Sympathy for the Devil (Odaát)
A Sympathy for the Devil az Odaát című televíziós sorozat ötödik évadának első epizódja.

## Cselekmény
Az utolsó pecséttörés, Lilith halálát követően Dean és Sam a zárdában kénytelenek végignézni, ahogyan a padló megremeg, és vakító fény áraszt el mindent, Lucifer közeledni kezd. Csakhogy ekkor egyik pillanatról a másikra egy repülőgépen találják magukat, több tucat utas között, az ilchesteri zárda felett, melyből másodpercekkel később hatalmas fény tör elő, a gép pedig megremeg...
A fivérek az Impalával visszasietnek Chuck Shirley "barátjukhoz", hogy új információkat szerezzenek, ám Chuck csak rossz hírekkel szolgál: állítása szerint Castielt az angyalok darabokra tépték árulása miatt, az Apokalipszis pedig eljött. Nem meglepő módon, a feldúlt házban megjelenik Zakariás és két testőre, aki arra parancsolja Deant, menjen velük és vegye fel a harcot Luciferrel, még mielőtt az megszállja porhüvelyét, vagyis azt az embert, aki képes őt testébe fogadni. Dean azonban nem akar velük tartani, a falra festett "angyalűző" jellel elteleportálja onnan az angyalokat, majd öccsével együtt egy motelben szállnak meg, átokzsákokkal körülvéve magukat a rejtőzködés érdekében. Itt Sam felhozza Deant előtt, amit tett, és bocsánatot kér bátyjától, az azonban ezt elutasítja, hivatkozva arra, hogy most elsődleges feladatuk, hogy megtalálják Lucifert. Később Chuck egy Becky nevű rajongójával küldet Winchesteréknek egy üzenetet, miszerint Lucifer legyőzéséhez használniuk kell Mihály arkangyal kardját, melyet Chuck látomása szerint az angyalok elvesztettek, és most a Földön van, a "42 kutya dombján". 
Mivel nem tudják, mi lehet a "42 kutya dombja", a fivérek Bobby-t hívják segítségül, aki jó modorához híven, azonnal a fiúkhoz siet, ám mikor Sam elmondja neki, hogy ő tehet az utolsó pecsét feltöréséről, a férfi teljesen kiborul, majd közli vele, ha megoldották ezt az ügyet, útjaik örökre szétválnak. Míg Sam ezek után bánatosan elhagyja a szobát, Dean rádöbben, hogy a "42 kutya dombja" valójában apjuk egyik régi raktárát jelenti. Ám alighogy ezt kijelenti, Bobby felfedi magáról, hogy megszállta egy démon, így a fiúra támad, majd behívja két társát, akik közül az egyikről kiderül, hogy ugyanaz a démon, ami egykor Meg Masterset is megszállta. Meg megparancsolja Bobby-nak, végezzen Deannel, ám mivel a férfiben még van annyi erő, hogy ezt megakadályozza, inkább hason szúrja magát a démonölő tőrrel. Hirtelen Sam tör be a szobába, és Deannel együttes erővel megölik a másik démont, Meg azonban elmenekül.
Winchesterék azonnal kórházba szállítják Bobby-t, majd ellátogatnak ahhoz a bizonyos raktárhelyiséghez, ahol azonban nem találnak mást, csak két démonhullát, mellettük Zakariással és két testőreivel. Az angyal elárulja, hogy kiderült, Mihály kardja nem más, mint maga Dean, Mihály arkangyal ugyanis csak az ő testébe szállva képes a Földre jutni, ehhez azonban Dean beleegyezése is szükséges. Mivel a fiú nem hajlandó ezt megtenni, Zakariás mindkét fivért kínozni kezdi, azonban mikor a fájdalom fajulni kezd, csodával határos módon megjelenik Castiel: megöli a két testőrt, a meglepődött Zakariást viszont futni hagyja. Cas elmondja a fiúknak, hogy ezek után óvatosabbnak kell lenniük, ugyanis Lucifer megkörnyékezte a porhüvelyét, ha pedig beleszáll, az átokzsákok már nem fognak hatni. Az angyal meggyógyítja őket és a fivérekre tesz egy Enochiai pecsétet, ami elrejti őket az angyalok -és Lucifer- elől, ám mikor Winchesterék megkérdezik, hogyan jött vissza a halálból, Cas eltűnik.
Deanék visszatérnek a kórházba, ahol a már javulóban lévő Bobby azt a lesújtó hírt kapja, hogy lehet, nem tud majd többé járni, ettől a férfi egy kicsit kiborul. Hogy lelket öntsön bele, Dean közli vele, hogy ezek után teljes erővel azon lesz, hogy megállítsa a Világvégét, noha bármelyik oldal nyer, ők "megszívják". Bobby ugyan elmondja Samnek, hogy a szállodában mondottak során az őt megszállt démon beszélt belőle, és hogy nem gondolta komolyan, Dean a kórház parkolójában tisztázza öccsével, hogy ő nem fog megbocsátani neki, amiért annak idején Ruby-t választotta a saját bátyja helyett...
Ez idő alatt, a delaware-i Pike Creekben Lucifer feltűnik porhüvelye, Nick laksásában, és a férfi felesége alakját öltve, sikerül meggyőznie a férfit, engedje testébe bújni a Sátánt...

## Természetfeletti lények

### Démonok
A démonokat a folklórban, mitológiában és a vallásban egyaránt olyan természetfeletti lényként, gonosz szellemként írják le, melyeket meg lehet idézni, és irányítani is lehet. Közeledtüket általában elektromos zavarok jelzik, maguk mögött pedig ként hagynak.

### Angyalok
Az angyalok Isten katonái, aki időtlen idők óta védelmezik az emberiséget. Eme teremtményeknek hatalmas szárnyaik vannak, emberekkel azonban csak emberi testen keresztül képesek kapcsolatba lépni, ugyanis puszta látványuk nemcsak az emberek, de még a természetfeletti lények szemét is kiégetik, hangjuk pedig fülsiketítő. Isteni képességük folytán halhatatlanok.

## Időpontok és helyszínek
- 2009. ?

– Ilchester, Maryland
– Pike Creek, Delaware

## Zenék
- AC/DC – Thunderstruck

## Külső hivatkozások
- Supernatural-Sympathy for the Devil az Internet Movie Database oldalon (angolul)